# Воронцовка (Єйський район)
Воронцо́вка — село в Єйському районі Краснодарського краю, входить до складу Кухарівського сільського поселення.
Розташовано на березі Таганрозької затоки Азовського моря, за 15 км південно-західніше міста Єйськ. Дитячий табір відпочинку.
У травні 2007 адміністрація Краснодарского краю заявила про плани будівництва в Воронцовці нового порту потужністю до 20 млн тонн на рік. Новий порт мав замінити порт Єйська, який, у свою чергу, став би виключно пассажирським. Проте, проект не отримав схвалення в Міністерстві оборони Росії, а новим варіантом розміщення порту стала територія Камишуватської коси біля станиці Камишуватська.

## Історія
Німецька колонія Міхельсталь заснована у 1852 на землі Чорноморського козацького війська переселенцями з Рибенсдорфської колонії Острогозького повіту Воронезької губернії «з метою постачати міських жителів добрими припасами і прикладом заохочувати корінне населення Черноморії до поліпшення господарства та розповсюдження різновидів майстерності». Назву отримала на честь Михаїла Семеновича Воронцова, що був намісником на Кавказі. Пізніше зустрічається в документах під ім'ям Воронцовської колонії.
17 липня 2013 року біля села катер російської прикордонної служби зіштовхнувся із українським риболовецьким баркасомм. Внаслідок інциденту четверо рибалок загинули, єдиного вцілілого з них Олександра Федоровича в Росії госпіталізували, а пізніше заарештували, pвинувачуючи у незаконному вилові риби. Завдяки дипломатичним зусиллям консульства України у Ростові-на-Дону 6 листопада Олександр Федорович повернувся до України, суд у РФ мав відбутися у лютому 2014 року. Інцидент фактично передував російській агресії в Україні у лютому 2014 року.